# 稚内牛乳

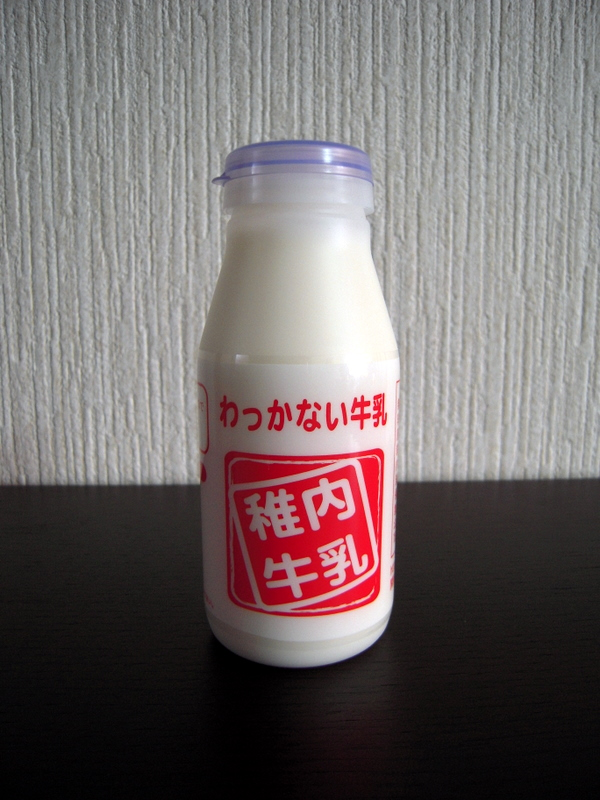
稚内牛乳

稚内牛乳（わっかないぎゅうにゅう）は、2007年4月に稚内農業協同組合と沼川農業協同組合が共同出資して作ったプラントで生産される牛乳である。稚内ブランドに認定されている。
かねてより稚内では酪農が盛んであったが、生乳は全てバター・チーズや脱脂粉乳などの加工乳にされていたため、稚内とその周辺地域の住民が稚内産の牛乳を入手することは極めて難しかった。稚内牛乳の発売により、稚内産の牛乳を容易に手に入れられるようになった。
稚内牛乳には、稚内の酪農家が生産した生乳のみが使用され、ホモジナイズ工程が行われず、65℃・30分の低温殺菌で処理されている。稚内牛乳は、牛乳として飲まれるだけでなく、ソフトクリームやアイスクリーム及び菓子類などの加工食品にも用いられている。
なお、全ての加工工程は稚内副港市場にある製造施設兼直売所で行われていて、そこではガラス越しに製造の様子を見学できる。

## 製品
- 稚内牛乳
- 稚内牛乳 ソフトクリーム
- 稚内牛乳 アイスクリーム（バニラ・チョコ・抹茶・宗谷産塩）
- 稚内牛乳 竹墨のシュークリーム
- 稚内牛乳 生キャラメル（ホワイト・ミルク・チョコ）

## 販売店

### 外食
- セレクトカフェ モカマタリ[2] - キタカラ（稚内駅再開発ビル）内

### 小売
- 稚内牛乳製造施設兼直売所[1] - 稚内副港市場内
- ワッカナイセレクト[3] - キタカラ内
- ホクレンショップ稚内店[4]
- 相沢食料百貨店
- ハートランドフェリー各船内